# آرون اسپرینگر
آرون اسپرینگر (انگلیسی: Aaron Springer) نویسنده، کارگردان، هنرمند، پویانما و صداپیشه اهل ایالات متحده آمریکا است. وی از سال ۱۹۹۴ میلادی تاکنون مشغول فعالیت بوده‌است. وی برندهٔ جوایزی همچون جوایز امی ساعات پربیننده شده‌است.